# Сам по себе (фильм)
Сам по себе (цыг. Korkoro, 2009) — фильм-драма французского режиссёра Тони Гатлифа. Главные роли исполнили франкоязычные актёры Марк Лавуан, Мари-Жозе Кроз и Джеймс Тьерре. Также актёрский состав фильма пополнили представители многих национальностей, таких как албанцы, косовары, грузины, сербы, французы, норвежцы и девять цыган, которых Гатлиф нашёл в Трансильвании.  
Фильм был вдохновлён историей цыгана, который бежал от нацистов, а укрываться ему помогали жители французской деревни. В фильме изображена редко документируемая тема геноцида цыган. Также в фильме присутствует персонаж, прототипом которого послужила Иветт Ланди, учительница французского языка, активная участница французского сопротивления, которая была отправлена в концентрационный лагерь за помощь цыганам в подделке документов.
В 2009 году получил Гран-при Монреальского кинофестиваля. Музыка к фильму получила номинацию в категории «Лучшая музыка, написанная для фильма» на 36-й ежегодной премии «Сезар».

## Сюжет
Франция, 1943 год. Застрявший в оккупированной стране маленький табор румынских цыган бродит, скрываясь от немецких солдат. Уже несколько дней их по пятам преследует «призрак»; когда они ловят его, оказывается, что это маленький мальчик по имени Клод, который ходит сам по себе с тех пор, как осиротел. Один из цыган, Талош, скрипач-виртуоз с разумом десятилетнего ребёнка, даёт Клоду прозвище «Чёроро» (Бедняжка). Они становятся лучшими друзьями.
Тем временем табор останавливается в деревне, где всё начальство — ветеринар, по совместительству мэр, и школьная учительница, по совместительству работница мэрии. Учительница тайно помогает сопротивлению, а мэр просто хороший человек.
Их судьбы сплетаются.
Фильм основан на реальных событиях, и в конце в титрах рассказывается о дальнейшей судьбе прототипов.
Фильм посвящён Кали Траш.

## В ролях
- Ален Бласкес
- Мари-Жозе Кроз — мадемуазель Лёнди
- Марк Лавуан — Теодор Розье
- Рюфюс — Фернан
- Карло Брандт — Пьер Пентекот
- Матиас Лалиберте — малыш Клод
- Джеймс Тьерре — Талош
- Бояна Панич — Тина
- Арбен Байрактарай — Дарко